# バンヴィラール
バンヴィラール （Banvillars）は、フランス、ブルゴーニュ＝フランシュ＝コンテ地域圏、テリトワール＝ド＝ベルフォール県のコミューン。

## 地理
村は旧国道83号線から約1km離れている。ベルフォールからオート＝ソーヌ県のエリクール方面へ約6km、緑豊かで緩やかな丘の田舎の風景が残る。

## 由来
Banvilliers（1130年）、Banviler（1303年）、Bannweiler（1521年または1525年）Banvillars（1655年）、Banvillard（1793年）。

## 歴史
鉄道建設中の1850年代、バヴィリエにつながるローマ街道の遺跡が発見された。1257年、村はモンベリアル伯の支配下にあった。村の小さな礼拝堂、聖アンブロワーズ礼拝堂は、ブレヴィリエ（現在はオート＝ソーヌ県のコミューン）の教区に属していた。モンベリアル伯ルノー・ド・ブルゴーニュの死去から約10年後である1339年、バンヴィラールの封土はフェレット伯のものとなった。
バンヴィラールの城は、ボー・ボワと呼ばれる小山の上にあった。中世に建設された城は、1633年頃ベルフォール周辺を荒らしまわっていたスウェーデン人傭兵たちによって破壊されてしまった。城跡は、1890年頃にベルフォール要塞の城壁の一部とみなされたバンヴィラール要塞が建設された際に、失われた。

## 人口統計
| 1962年 | 1968年 | 1975年 | 1982年 | 1990年 | 1999年 | 2005年 | 2015年 |
| ------ | ------ | ------ | ------ | ------ | ------ | ------ | ------ |
| 132    | 141    | 203    | 208    | 237    | 242    | 258    | 283    |

参照元:1962年から1999年までは複数コミューンに住所登録をする者の重複分を除いたもの。それ以降は当該コミューンの人口統計によるもの。1999年までEHESS/Cassini、2006年以降INSEE

## 参照
1. ↑  Bulletin de la Société belfortaine d'émulation - Ferdinand Scheurer.
2. ↑  http://cassini.ehess.fr/cassini/fr/html/fiche.php?select_resultat=2589
3. ↑  https://www.insee.fr/fr/statistiques/3293086?geo=COM-90007
4. ↑  http://www.insee.fr